# Walter Ostendorff
Walter Ostendorff (* 9. Dezember 1918 in Königsberg, Ostpreußen; † 4. August 1989 in Bremen) war ein deutscher Politiker (FDP).

## Biografie

### Ausbildung und Beruf
Ostendorff absolvierte eine kaufmännische Ausbildung und arbeitete anschließend als Angestellter und Kaufmann in Bremen.

### Politik
Ostendorff trat in die FDP ein. Er war vom 4. Januar 1960 bis 1983 für die FDP 23 Jahre lang Mitglied der Bremischen Bürgerschaft. Er war von 1971 bis 1983 stellvertretender Vorsitzender der FDP-Fraktion.
1984 wurde Ostendorff zum Landesvorsitzenden der FDP Bremen gewählt. Ende 1984 ermittelte die Abteilung Wirtschaftskriminalität der Bremer Staatsanwaltschaft gegen ihn sowie den früheren FDP-Fraktionsvorsitzenden Horst-Jürgen Lahmann wegen des „Verdachts der Untreue und des Betrugs“. Aufgrund „zweckwidriger Verwendung“ von Fraktionsgeldern in den Jahren 1979 bis 1983 wurden gegen Ostendorff und Lahmann im April 1986 Strafbefehle zu je 23.000 DM erteilt. Ihnen wurde nachgewiesen, Steuergelder, die für die Arbeit der Fraktion bestimmt waren, gesetzwidrig für die FDP verwendet zu haben. Daraufhin verzichtete Ostendorff 1986 auf eine weitere Kandidatur für den Landesvorsitz und wurde in dieser Funktion von Claus Jäger abgelöst.